# Station Osielec
Station Osielec is een spoorwegstation in de Poolse plaats Osielec.